# Osmar dos Santos
Osmar Barbosa dos Santos (* 20. Oktober 1968 in Marília) ist ein ehemaliger brasilianischer Leichtathlet, der sich auf den Mittelstreckenlauf spezialisiert hat. Seinen größten Erfolg feierte er mit dem Gewinn der Bronzemedaille über 800 Meter bei den Hallenweltmeisterschaften 2004 sowie dem Südamerikameistertitel in der 4-mal-400-Meter-Staffel im Jahr 1995.

## Sportliche Laufbahn
Erste Erfahrungen bei internationalen Meisterschaften sammelte Osmar dos Santos vermutlich im Jahr 1995, als er bei den Südamerikameisterschaften in Manaus in 3:04,93 min gemeinsam mit Eronilde de Araújo, Inaldo Sena und Sanderlei Parrela die Goldmedaille mit der brasilianischen 4-mal-400-Meter-Staffel gewann. Im Jahr darauf gewann er bei den Ibero-Amerikanischen Meisterschaften in Medellín in 3:04,28 min die Silbermedaille mit der Staffel hinter dem kubanischen Team und anschließend nahm er an den Olympischen Sommerspielen in Atlanta teil. Dort schied er mit 46,16 s in der ersten Runde im 400-Meter-Lauf aus und kam auch mit der Staffel mit 3:02,51 min nicht über den Vorlauf hinaus. 1997 verpasste er bei den Hallenweltmeisterschaften in Paris mit 3:10,50 min den Finaleinzug mit der Staffel und 2000 schied er bei den Olympischen Sommerspielen in Sydney mit 1:47,68 min im Halbfinale im 800-Meter-Lauf aus. 2002 gewann er bei den Ibero-Amerikanischen Meisterschaften in Guatemala-Stadt in 1:46,81 min die Silbermedaille hinter seinem Landsmann Hudson de Souza und im Jahr darauf schied er bei den Hallenweltmeisterschaften in Birmingham mit 1:50,06 min im Semifinale aus. Im Juni gewann er bei den Südamerikameisterschaften in Barquisimeto in 1:46,92 min die Silbermedaille hinter Landsmann Fabiano Peçanha und anschließend sicherte er sich bei den Panamerikanischen Spielen in Santo Domingo in 1:45,64 min ebenfalls die Silbermedaille und musste sich damit nur dem Kanadier Achraf Tadili geschlagen geben. Daraufhin belegte er bei den Weltmeisterschaften in Paris in 1:46,28 min im Finale den achten Platz. 2004 gewann er bei den Hallenweltmeisterschaften in Budapest in 1:46,26 min die Bronzemedaille hinter dem Südafrikaner Mbulaeni Mulaudzi und Rashid Ramzi aus Bahrain. Im August kam er bei den Ibero-Amerikanischen Meisterschaften in Huelva im Finale nicht ins Ziel und anschließend schied er bei den Olympischen Sommerspielen in Athen mit 1:48,23 min im Halbfinale aus. Im Jahr darauf schied er bei den Weltmeisterschaften in Helsinki mit 1:47,74 min in der ersten Runde über 800 Meter aus und 2006 kam er bei den Hallenweltmeisterschaften in Moskau mit 1:48,30 min ebenfalls nicht über den Vorlauf hinaus. Im Mai siegte er in 1:46,22 min bei den Ibero-Amerikanischen Meisterschaften in Ponce und 2007 beendete er seine aktive sportliche Karriere im Alter von 39 Jahren.
In den Jahren 2000, 2002 und 2003 wurde dos Santos brasilianischer Meister im 800-Meter-Lauf.

## Persönliche Bestzeiten
- 400 Meter: 46,16 s, 26. Juli 1996 in Atlanta
  - 600 Meter (Halle): 1:15,90 min, 31. Januar 2004 in Boston (Südamerikabestleistung)
- 800 Meter: 1:44,87 min, 22. Juli 2000 in Rio de Janeiro
  - 800 Meter (Halle): 1:45,96 min, 14. Februar 2004 in Fayetteville